# Bradysia fusca
Bradysia fusca är en tvåvingeart som beskrevs av Freeman 1954. Bradysia fusca ingår i släktet Bradysia och familjen sorgmyggor. Inga underarter finns listade i Catalogue of Life.